# رضا عباس زاده

### رضا عباس زاده
رضا عباس‌زاده (زادهٔ دههٔ ۱۳۵۰ در ایران) فعال رسانه‌ای و ورزشی ایرانی است. او از سال ۱۳۹۹ به‌عنوان رئیس هیئت‌مدیره و مدیرعامل خانه مطبوعات استان البرز فعالیت می‌کند و همچنین ریاست هیئت گلف استان البرز را برعهده دارد. عباس‌زاده در هر دو حوزه رسانه و ورزش با هدف ارتقاء حرفه‌ای‌سازی، آموزش، و توسعه فعالیت‌های اجتماعی و فرهنگی شناخته می‌شود.

## زندگی حرفه ای
- مطبوعات

رضا عباس‌زاده از سال ۱۳۹۹ مدیرعامل خانه مطبوعات استان البرز است. در دوره مدیریت او، خانه مطبوعات اقدام به برگزاری بیش از ۱۹ جلسه هیئت‌مدیره با ۶۲ مصوبه کرده‌است. این مصوبات شامل برگزاری دوره‌های آموزش سواد رسانه‌ای، جشنواره‌های مطبوعاتی استانی، تأمین واکسن کرونا برای خبرنگاران، پرداخت تسهیلات بانکی، و ایجاد سامانه خدمات الکترونیک به خبرنگاران بوده‌است.
- ورزش

رضا عباس‌زاده از سال ۱۴۰۰ به‌عنوان سرپرست و سپس رئیس هیئت گلف استان البرز منصوب شد. در دوره ریاست او، هیئت گلف اقدام به تدوین برنامه پنج‌ساله توسعه گلف، راه‌اندازی بخش‌های آموزش، استعدادیابی، داوری و میزبانی رویدادهای اجتماعی-ورزشی مانند مسابقات خیریه مینی‌گلف کرده‌است. عباس‌زاده در سال ۱۴۰۲ با اکثریت آرا برای دومین دوره متوالی به‌عنوان رئیس هیئت گلف استان البرز انتخاب شد.

## برنامه و دستاوردها
- در حوزه رسانه: راه‌اندازی دوره‌های آموزشی برای خبرنگاران، ایجاد ساختار شفاف مالی، برگزاری جشنواره‌های مطبوعاتی، و تعامل با نهادهای دولتی و صنفی.[۱۱][۱۲][۱۳][۱۴][۱۵][۱۶][۱۷]
- در حوزه ورزش: تدوین افق پنج‌ساله گلف البرز، جذب مربیان مجرب، تجهیز زیرساخت‌ها، و ترویج فعالیت‌های فرهنگی-اجتماعی در قالب مسابقات گلف.[۱۸][۱۹][۲۰][۲۱]